# Ortaklar, Şemdinli
Ortaklar là một xã thuộc huyện Şemdinli, tỉnh Hakkâri, Thổ Nhĩ Kỳ. Dân số thời điểm năm 2011 là 1.345 người.